# 兹韦钱市镇
兹韦钱市镇（羅馬化：Opština Zvečan），是科索沃米特羅維察區的一个市镇，行政中心为茲韋錢。该市镇包括一个城镇和35个村庄。市镇总面积为122平方公里，人口数量为16,650人（2015年）。